# Lycodon capucinus
Lycodon capucinus é uma espécie de serpente da família Colubridae, que é comumente encontrada no Arquipélago Malaio. Em estado selvagem, a espécie se alimenta principalmente de pequenos lagartos, como lagartixas, e também está entre os principais predadores dos membros da família Scincidae. A serpente também pode devorar pequenas rãs, se disponível.